# Rinku (Wrestler)
Rinku Singh (* 8. August 1988 in Gopiganj, Uttar Pradesh, Indien) ist ein indischer Wrestler und ehemaliger Baseballspieler. Er steht derzeit bei WWE unter Vertrag und tritt regelmäßig in deren Show Raw auf.

## Baseball-Karriere
Singh probierte zusammen mit Patel im November 2008 vor Scouts von 20 Major League Baseball-Teams aus, und Singhs Pitches erreichten 148 km/h. Berichte von Pittsburgh Ferrates Scouts Joe Ferrone und Sean Campbell führten dazu, dass General Manager Neal Huntington beide Verträge mit der Organisation unterzeichnete. Mit dem Deal war das Paar der erste Inder, der amerikanische Baseballverträge für die Major League unterzeichnet hatte. Singh und Patel begannen die Baseball Saison 2009 mit dem Partner der Pirates Gulf Coast League.
Am 4. Juli 2009 trat Singh als erster indischer Staatsbürger in einem professionellen Baseballspiel in den USA auf. Er warf das siebte Inning auf. Am 13. Juli 2009 gewann Singh sein erstes professionelles Baseballspiel in Amerika. Er beendete die Saison mit einem 1–2 Rekord und einem 5,84 ERA in 11 Spielen. Singh ging 2-0 mit einem 2,61 ERA über 13 Spiele mit dem Pirates GCL-Partner im Jahr 2010.
Singh eröffnete die Saison 2011 in der Dominikanischen Sommerliga. Singh war in acht Spielen über die DSL, die Gulf Coast League und die New York-Penn League gut aufgestellt und wechselte dann im Juli 2011 zur West Virginia Power der South Atlantic League. Singh kehrte für die Saison 2011/12 in die Australian Baseball League zurück. Er machte das World All-Star-Team für das All-Star-Spiel der Australian Baseball League 2011. Singh hatte mit Verletzungen zu kämpfen und verpasste die gesamte Saison 2013. Singh verpasste auch die gesamte Saison 2014 aufgrund einer Operation, sowie die gesamte Saison 2015 wegen eines gebrochenen Ellbogens. 2016 beendete er aufgrund seiner diversen Verletzungen seine Karriere als Baseballspieler.

## World Wrestling Entertainment (seit 2018)
Am 13. Januar 2018 unterzeichnete Singh einen Vertrag bei WWE. Am 31. Mai 2018 gab er sein In-Ring-Debüt bei einem NXT Live Event, wobei er gegen Kassius Ohno verlor. Am 21. März 2019 wurde er von Robert Strauss bei NXT Live Events gemanagt.
In der Folge von NXT vom 25. März 2020 feierten Singh, Saurav Gurjar und Manager Malcolm Bivens ihr Fernsehdebüt und griffen den damaligen NXT Tag Team Champion Matt Riddle an. In der folgenden Woche stellte Bivens sie als Rinku und Saurav vor und enthüllte ihren Teamnamen als Indus Sher. In der folgenden Woche besiegte Indus Sher Ever-Rise in ihrem Debüt-Match.
Am 10. Mai 2021 gab er sein Debüt als Bodyguard von Jinder Mahal bei Raw. Hier erhielt er auch den Ringnamen Veer. Mit dem Draft 2021 wurde er von Mahal und Shanky getrennt.